# Santuario della Madonna dell'Alto
Il santuario della Madonna dell'Alto è un luogo di culto cristiano dove si venera la Vergine Maria, sulla sommità del Monte Alto (1819 m s.l.m.), nelle Madonie (Sicilia).
Il santuario è composto da una chiesa, una sacrestia e da un romitorio provvisto di stanze per ospitare i pellegrini. Il santuario ha origini remote ma probabilmente risale al XIII secolo circa.

## Culto
La tradizione orale della leggenda narra che vicino alla torre di Roccella fu rinvenuta dopo un violento naufragio una cassa contenente la statua marmorea della Vergine. Gli scopritori, mossi da devozione la venerarono e la trasportarono nella vicina Termini. Ma per qualche misterioso motivo la statua non si fermò né a Termini, né a Collesano, né a Polizzi. Quindi fu posta su un carro trainato da buoi e lasciata alla sorte. Dopo un lunghissimo tragitto, i buoi si fermarono dove ora sorge il santuario e dall'altezza di quella montagna diedero il titolo di Maria Santissima dell'Alto a quella mistica statua della Vergine. Le raffigurazioni di questa leggenda si trovano in due formelle dell'altare marmoreo in cui è custodita la statua.

## Storia
Per la tradizione orale e alcuni studiosi, l'edificazione sarebbe da attribuire al beato Guglielmo Gnoffi da Polizzi, morto nel 1317 l'edificò per opera degli abitanti di Polizzi e di Petralia. Altre fonti affermano l'esistenza di una chiesa e di una piccola abitazione in rovina quando vi si stabilì. Il documento noto più antico a citare la Madonna dell'Alto risale al 1454, ovvero dopo la morte del Beato. il culto alla Madonna dell'Alto deriva sicuramente dalla devozione filiale della città di Messina, sotto la cui diocesi erano anche le Petralie, alla Vergine Maria a cui è intitolato il Santuario della Madonna di Montalto sul monte della Caperrina.

## Interno
Sull'altare della chiesa di origine medievale è presente una statua in marmo della Madonna dell'Alto che viene attribuita allo scultore Domenico Gagini datata 1471. Quello che colpisce della piccola scultura sono i muti dialoghi tra madre e figlio attraverso gli sguardi. La statua, alta quasi un metro, è di pregevolissima fattura ed è conservata in un bellissimo altare rivestito in marmi del 1749. Del 1797 sono l'arco rivestito in marmi policromi e l'elegante cancellata in ferro battuto che dividono la cappella dal resto della chiesa. Le corone che ornano la statua della Madonna sono state donate dal popolo di Petralia Sottana nel 1809. Nel 1912 è stato aggiunto alla parete sinistra della chiesa un altare con una statua del SS. Crocifisso in cartapesta.
Sulla parete sinistra è custodito un pregevole tela di scuola siciliana raffigurante lo Spasimo di Sicilia copia del più famoso Spasimo di Raffaello Sanzio. Questo quadro era prima conservato nell'antica chiesa della Provvidenza di Petralia Sottana, oggi non più esistente. Sulle pareti della chiesa o in altre stanze adiacenti sono presenti diversi ex-voto (quadretti, gioielli, oggetti in oro e argento) che testimoniano le grazie che nei secoli la vergine Maria ha elargito ai suoi numerosi devoti. Nella cappella principale è anche conservato un piccolo Crocifisso ligneo di ignoto autore che era prima collocato in una cappelletta sul vicino monte San Salvatore (1912 m s.l.m.).

## Feste religiose
Il santuario è meta comune di pellegrinaggi. I pellegrinaggi sono molto frequenti in estate e soprattutto nelle giornate della quindicina e della festa che si celebra il 14 agosto con la suggestiva fiaccolata notturna e il 15 agosto con la partecipatissima processione solenne della statua della Madonna dell'Alto attorno al santuario. Anche gli abitanti di Calcarelli, Nociazzi, e Castellana Sicula festeggiano la Madonna dell'Alto, la prima domenica di luglio, con la differenza di non poter portare in processione il simulacro della Vergine, perché questo è un onore che spetta solo ai petralesi. La Madonna dell'Alto dopo aver preservato da diverse calamità il popolo e l'abitato di Petralia Sottana è stata eletta patrona e protettrice della città insieme a San Calogero Eremita. Dal 2011 il Santuario della Madonna dell'Alto è affiliato alla Basilica di Santa Maria Maggiore in Roma.